# سيد بار
سيد بار (بالفارسية: سید بار) هي قرية تقع في منطقة بولان في إيران. يقدر عدد سكانها بـ 88 نسمة بحسب إحصاء 2016.